# ابن الخصيب
أبو بكر الحسن بن الخصيب يُعرف بالبوبيذر في اللاتينية؛ هو طبيب وفلكي مسلم عاش في القرن التاسع. كتب أعماله باللغتين العربية والفارسية واشتهر بكتابه الولادة (باللاتينية: De nativitatibus) والذي ترجمه كاناكنس ساليو إلى اللاتينية في بادوفا عام 1218، وتُرجم أيضًا إلى اللغة العبرية.